# St.-Nicolai-Kirche (Deensen)

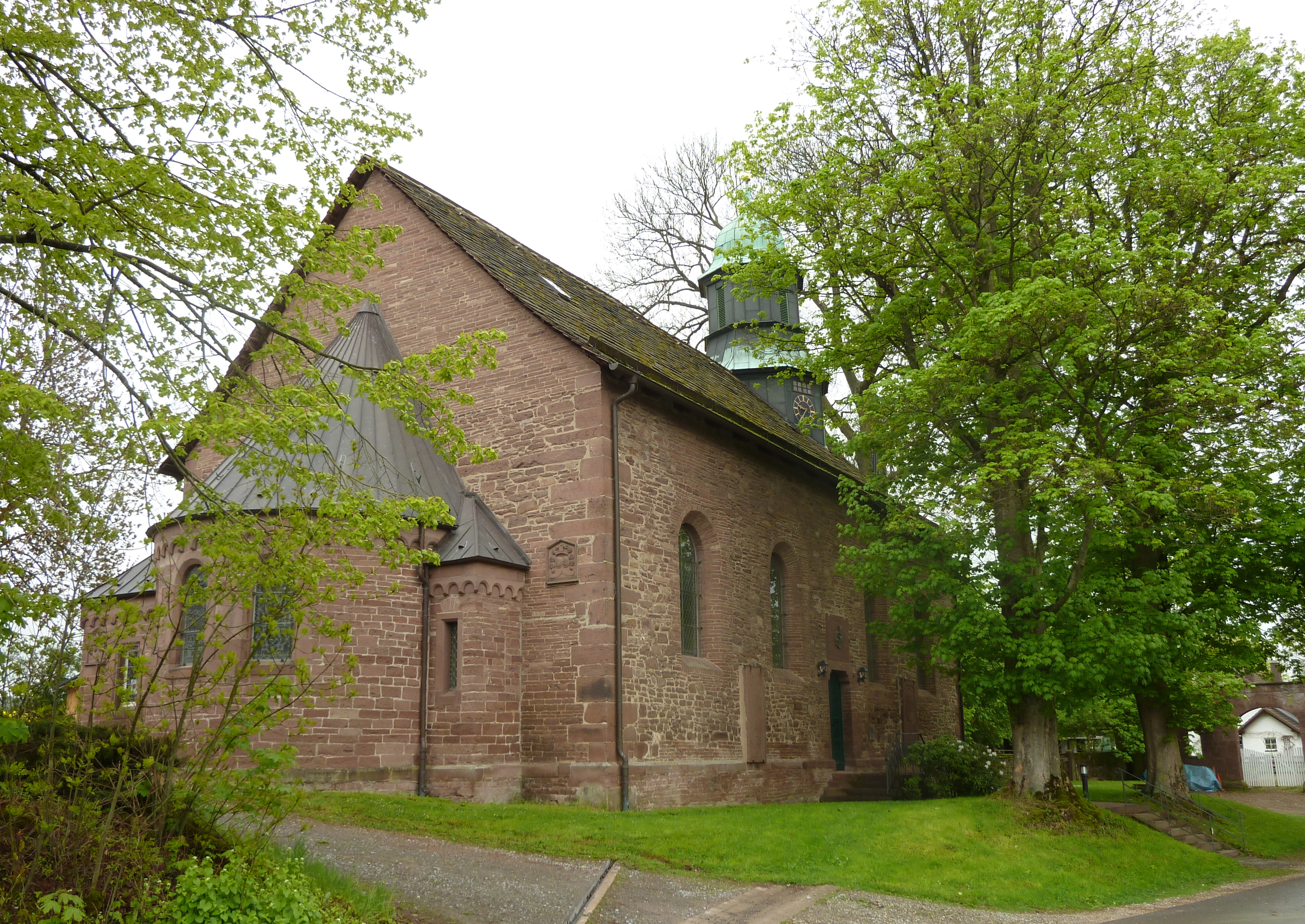
St. Nicolai

Die evangelisch-lutherische denkmalgeschützte Kirche St. Nicolai steht inmitten auf dem Hof des ehemaligen Rittergutes von Deensen, einer Gemeinde im Landkreis Holzminden von Niedersachsen. Die Kirchengemeinde gehört zum Pfarramt Deensen-Arholzen im Kirchenkreis Holzminden-Bodenwerder im Sprengel Hildesheim-Göttingen der Evangelisch-lutherischen Landeskirche Hannovers.

## Geschichte
Die Kirche und das Dorf waren während der Soester Fehde im Sommer 1447 beim Durchzug eines Söldnerheeres zerstört worden. 1483 erhielten die von Campe vom Herzog das Recht, dort ein Rittergut zu errichten und das Dorf wieder aufzubauen. 1509 stifteten die Witwe von Godert von Campe und ihr Schwager Johann von Campe, die das Patronatsrecht besaßen, die heutige Kirche.

## Beschreibung
Die 1509 gebaute Kirche wurde 1725 und abermals 1856 erneuert. Aus dem Satteldach der Saalkirche erhebt sich im Westen ein Dachreiter, der mit einer glockenförmigen Haube bedeckt ist. Nach Osten wird das Kirchenschiff durch eine eingezogene halbrunde Apsis abgeschlossen. Der Innenraum ist mit einer Flachdecke überspannt. 2002 erfolgte ein Umbau; durch einen Einbau einer mobilen Vollglaswand kann seitdem die Kirche auch als Gemeindehaus benutzt werden.

## Orgel

### Neubau durch P. Furtwängler & Hammer
Die Orgel wurde 1891 von der Werkstatt P. Furtwängler & Hammer in dem barocken Gehäuse der Vorgängerorgel als Opus 268 erbaut. Dieses Instrument verfügte über 14 Register, die auf zwei Manuale und Pedal verteilt waren. Die Trakturen waren mechanisch, die Windladen als Kegelladen ausgeführt. Die Disposition lautete wie folgt:
| I Manual C–f3 |     |
| Bordun        | 16′ |
| Principal     | 8′  |
| Gamba         | 8′  |
| Hohlflöte     | 8′  |
| Oktav         | 4′  |
| Gedecktflöte  | 4′  |
| Mixtur II-III |     |

| II Manual C–f3   |    |
| Gemshorn         | 8′ |
| Lieblich Gedeckt | 8′ |
| Salicional       | 8′ |
| Fernflöte        | 4′ |

| Pedal C–d1    |     |
| Subbass       | 16′ |
| Principalbass | 8′  |
| Gedecktbass   | 8′  |

- Koppeln: II/I, I/P, II/P
- Spielhilfen: Volles Werk, Kalkantenruf

### Disposition seit 1952
1952 erfolgte durch Orgelbau Friedrich Weißenborn (Braunschweig) ein Umbau und eine Umdisposition:
| I Manual C–f3 |       |
| Prinzipal     | 8′    |
| Hohlflöte     | 8′    |
| Salizional    | 8′    |
| Oktave        | 4′    |
| Gedacktflöte  | 4′    |
| Oktave        | 2′    |
| Mixtur III    | 1 ⁄3′ |

| II Manual C–f3   |       |
| Lieblich Gedackt | 8′    |
| Rohrflöte        | 4′    |
| Waldflöte        | 2′    |
| Quinte           | 1 ⁄3′ |

| Pedal C–d1 |     |
| Subbass    | 16′ |
| Prinzipal  | 8′  |
| Gemshorn   | 4′  |